# 로노온카타

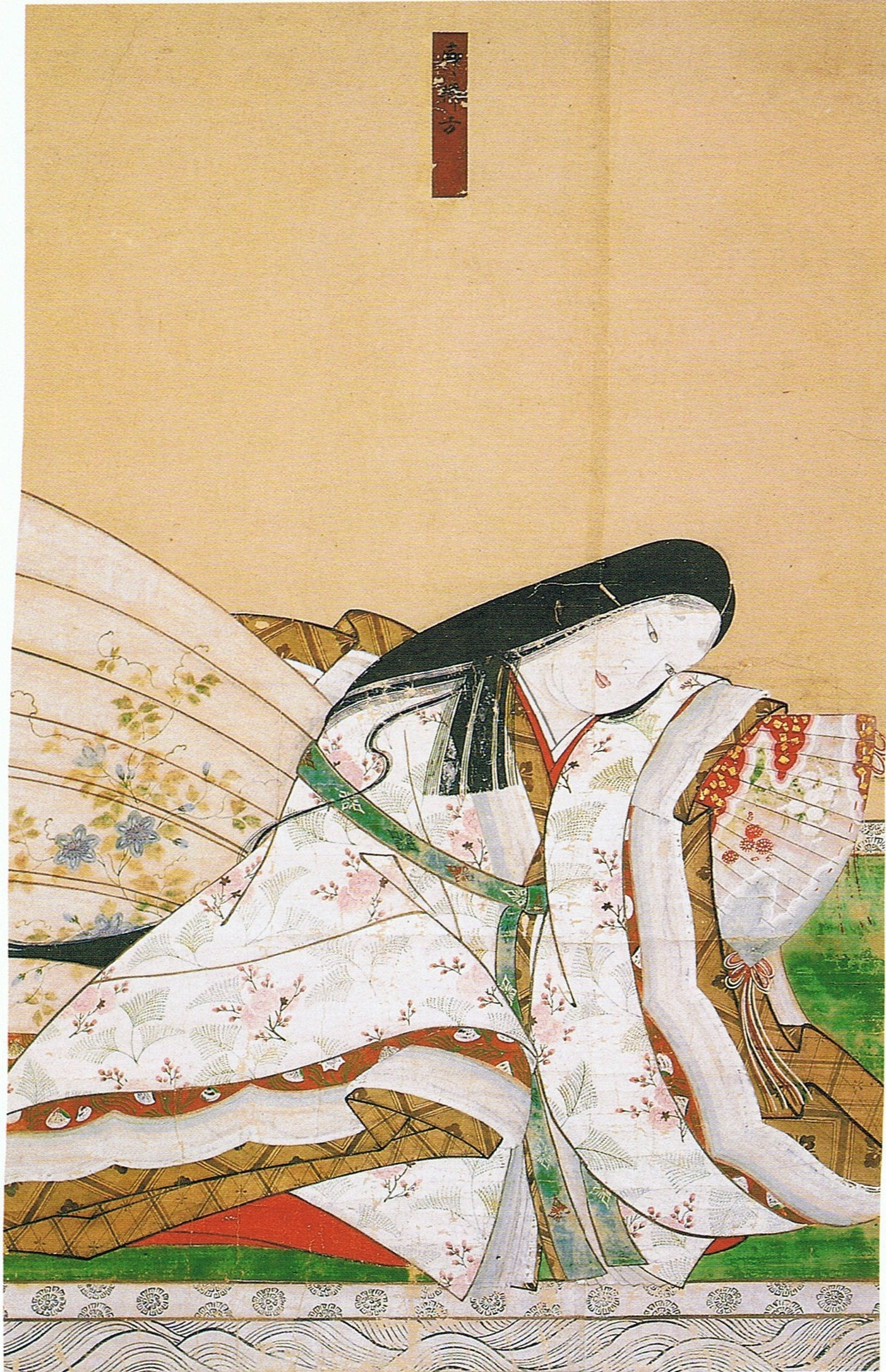
로노온카타 초상화. 아카마 신궁 소장

로노온카타(일본어: 廊御方/廊の御方 ろうのおんかた[*], 오호 원년 (1161년)? - 몰년 미상)는 헤이안 시대 말기의 여성이다. 타이라노 키요모리의 8녀이다. 어머니는 토키와고젠이다. 미나모토노 요시츠네의 이부동생이라고한다. 별명은 산죠도노(三条殿)이다.

## 생애
헤이지의 난 후, 미나모토노 요시토모의 측실 토키와가 키요모리의 첩이 된 후 태어났다. 천하제일의 미녀로 평가받고, 좌대신 후지와라노 카네마사의 아내 (키요모리의 딸로 이복자매)와 사이가 좋아, 죠로뇨보가 되고, 나중에 카네마사의 첩이 되어 딸을 하나 낳았다. 와곤과 서예의 명수였다.
헤이케 일문으로서 낙향하여, 단노우라 전투에 이르기까지 행동을 같이 하고, 켄레이몬인 등과 함께 겐지의 포로가 되었다.

## 이설
다만, 요시츠네의 이부동생으로서의 로노온카타는 군기모노가타리인 『헤이케모노가타리(平家物語)』나 『겐페이성쇠기(源平盛衰記)』에만 등장하고 있으며, 『교쿠요(玉葉)』, 『아즈마카가미(吾妻鏡)』 등 사료에서는 확인되지 않고 있다.
『존비분맥(尊卑分脈)』의 간무 헤이시 계도에 키요모리의 딸 중 한명에게 토키와를 어머니로 하는 로노온카타가 기록되어 있는데, 이 책의 성립 자체가 남북조 말기이고, 무로마치 시대 이후에도 많은 가필이 더해져, 후대 사람들이 이야기에 보이는 설을 받아들여 쓰고 있을 가능성이 있다. 계도에 또 한명의 켄레이몬인의 언니이자, 좌대신 후지와라노 카네마사의 아내가 된 키요모리의 딸이 있는데, 이 여자를 토키와의 딸로 본 떠보니, 나중에 연대가 맞지 않아, 다른 한명을 새로 계도에 추가한 의문점도 있다. 어쨌든, 토키와가 키요모리의 딸을 낳은 것은 전설의 영역을 벗어나지 않는 것이다.

## 관련 작품
- 요시츠네 (2005년, NHK대하드라마) - 배우 고토 마키

## 같이 보기
- 헤이케모노가타리